# Мосендз, Леонид Маркович
Леонид Маркович Мо́сендз (укр. Леонід Маркович Мосендз; 1897—1948) — украинский поэт и прозаик, эссеист, юморист.

## Биография
Родился в семье государственного чиновника. В 1915 году окончил учительскую семинарию в Виннице. В годы Первой мировой войны находился в российской армии, затем вступил в армию УНР. После поражения УНР эмигрировал. Из польской Ченстоховы в 1922 году переехал в Чехословакию, где в 1924 году окончил гимназию и поступил на химико-технологический факультет Украинской хозяйственной академии в Подебрадах. В 1928 году получил диплом инженера-технолога и остался в УГА ассистентом.
В 1931 году защитил докторскую диссертацию по проблемам переработки нефти, работал в лабораториях. Во время пробуждения Закарпатья в 1937/38 учебном году преподавал в Государственной академии в Сваляве, а после оккупации Закарпатья переехал в Братиславу. В 1945 году выехал в Австрию. В Инсбруке подружился с Ю. Кленом, вместе с которым в 1947 году издал сборник пародийных стихов «Дьявольские параболы» под общим псевдонимом Порфирий Горотак.
В 1946 году, уже будучи тяжело больным туберкулёзом, переехал в Швейцарию, где и скончался в 1948 году.

### Стихотворения
- Зодиак / Зодіак. Прага, 1941.

### Поэмы
- Вечный корабль: Лирическая драма / Вічний корабель: Лірична драма. Прага, 1940.
- Канитферштан / Канітферштан. Інсбрук, 1945.
- Волынский год / Волинський рік. Мюнхен, 1948.

### Рассказы
- Человек покорный / Людина покірна. Передм. Л. Нигрицького. Львів, 1937.
- Расплата / Відплата. Львів, 1939.

### Повесть
- Посев / Засівъ. Прага, 1941.

### Роман
- Последний пророк / Останній пророк. Торонто, 1960.

### Эссе
- Штайн — идея и характер / Штайн — ідея і характер. Львів, 1935.